# Graniczna Placówka Kontrolna Rosówek
Graniczna Placówka Kontrolna Rosówek – zlikwidowany pododdział Wojsk Ochrony Pogranicza wykonujący kontrolę graniczną osób, towarów i środków transportu bezpośrednio w przejściu granicznym na granicy z Niemiecką Republiką Demokratyczną.
Graniczna Placówka Kontrolna Straży Granicznej w Rosówku – zlikwidowana graniczna jednostka organizacyjna Straży Granicznej wykonująca kontrolę graniczną osób, towarów i środków transportu bezpośrednio w przejściu granicznym na granicy z Republiką Federalną Niemiec

## Formowanie i zmiany organizacyjne
Graniczna Placówka Kontrolna Rosówek została sformowana w marcu 1953 w strukturach 12 Brygady WOP w Szczecinie. Funkcjonowała do 1962, kiedy to została rozformowana w strukturach 12 Pomorskiej Brygady WOP.
Straż Graniczna:
W związku z uruchomieniem drogowego przejścia granicznego Rosówek-Rosow, 19 grudnia 1995 uruchomiona została GPK SG w Rosówku kategorii II w strukturach Pomorskiego Oddziału Straży Granicznej.
W 2000 rozpoczęła się reorganizacja struktur Straży Granicznej związana z przygotowaniem Polski do wstąpienia do Unii Europejskiej i przystąpieniem do Traktatu z Schengen. Podczas restrukturyzacji wprowadzono kompleksową ochronę granicy już na najniższym szczeblu organizacyjnym, tj. strażnica i graniczna placówka kontrolna. Wprowadzona całościowa ochrona granicy zniosła podział na graniczne jednostki organizacyjne ochraniające tylko tzw. „zieloną granicę” i prowadzące tylko kontrole ruchu granicznego. W wyniku tego, 2 stycznia 2003 nastąpiło zniesie GPK SG w Rosówku i strażnicy SG w Barnisławiu, a ochraniany odcinek granicy wraz z obsadą etatową, przejęła Graniczna Placówka Kontrolna SG w Kołbaskowie.

## Ochrona granicy

### Podległe przejście graniczne
Stan z marzec 1953–1962
- Rosówek (kolejowe).

Stan z 19 grudnia 1995–1 stycznia 2003
- Rosówek-Rosow (drogowe).

## Dowódcy/komendanci GPK
- por. Edward Stróżyk (1952–1956)[5].

-- 
- Janusz Lasek
- Czesław Żołnowski.